# Сакре кер
Базилика Сакре кер (фр. Basilique du Sacré-Cœur, Базилика „Светог срца“) је римокатоличка црква на брду Монмартр у Паризу. После Ајфеловог торња то је друга највиша тачка Париза (203 метра). 
Црква је посвећена срцу Исуса Христа. 
Базилику је у 19. веку пројектовао архитект Пол Абади. Овим пројектом је однео победу на конкурсу на коме је учествовало још 78 кандидата. Базилика је пројектована у римско-византијском стилу, са узорима у црквама Свете Софије у Истанбулу и Светог Марка у Венецији. У стручним круговима овај пројекат се не сматра нарочито уметнички успелим. Изградња је почела 1884. Надгледао ју је Абади, а после његове смрти исте године, још 6 архитеката. Трајала је до 1914. Прва црквена служба је овде одржана 1919. 
Темељи цркве су дубоки 33 метра да се грађевина не би слегала. Димензије цркве су 85 са 35 метара, уз висину од 85 метара. Са велике куполе се може видети простор до 40 километара даљине. 
Иконографија приказана у цркви је националистичка. Ту су приказани Јованка Орлеанка и краљ Луј IX. Велика звона тешка 19 тона су израђена 1895. у Ансију, и носе име „Ла Савојард“ (la Savoyarde). Ово има симболички значај јер је Савоја 1860. постала део Француске. 
У апсиди базилике се налази мозаик са приказом Исуса Христа са раширеним рукама. Израдио га је Лик Оливје Мерсон 1922. Са 475 m² то је један од највећих светских мозаика. 
Данас је црква Сакре кер једна од најпосећенијих туристичких атракција Париза. Са степеништа цркве се пружа изванредан поглед на Париз. До ње се може доћи и успињачом. 